# Tour da Tasmânia
O Tour da Tasmânia é uma corrida ciclista  por etapas australiana disputada na Tasmânia.
Criada em 1996, fez parte do calendário da UCI em categoria 2.4 e depois 2.5 (última categoria do profissionalismo) de 1997 a 2002. Não se disputou em 2001, 2003 e 2004; e reapareceu em 2005 já sem fazer parte do UCI Oceania Tour. No entanto, é parte da National Road Séries da Federação de Ciclismo de Austrália.

## Palmarés
| Ano       | Ganhador           | Segundo          | Terceiro           |
| --------- | ------------------ | ---------------- | ------------------ |
| 1996      | Stephen Hodge      | Glenn Mitchell   | Kris Denham        |
| 1997      | Alan Iacuone       | Nick Gates       | Brendon Vesty      |
| 1998      | Cadel Evans        | Neil Stephens    | Brendon Vesty      |
| 1999      | Cadel Evans        | Nathan O'Neill   | Cameron Hughes     |
| 2000      | Glen Chadwick      | Vladimir Karpets | Robert Tighello    |
| 2001      | Não se disputou    |                  |                    |
| 2002      | Luke Roberts       | Russell Van Hout | Simon Gerrans      |
| 2003-2004 | Não se disputou    |                  |                    |
| 2005      | Shaun Higgerson    | Simon Clarke     | Gordon McCauley    |
| 2006      | Kristian House     | Kjell Carlström  | Scott Peoples      |
| 2007      | Cameron Meyer      | Travis Meyer     | Bernard Sulzberger |
| 2008      | Richie Porte       | William Ford     | Jack Bobridge      |
| 2009      | Bernard Sulzberger | Peter McDonald   | Luke Durbridge     |
| 2010      | Gordon McCauley    | George Bennett   | Rhys Pollock       |
| 2011      | Nathan Haas        | Joshua Atkins    | Cameron Peterson   |
| 2012      | Lachlan Norris     | Mark O'Brien     | Nathan Earle       |
| 2013      | Jack Haig          | Robbie Hucker    | Brodie Talbot      |
| 2014      | Patrick Bevin      | Ben Dyball       | Timothy Roe        |
| 2015      | Brad Evans         | Ben Hill         | Dylan Sunderland   |
| 2016      | Benjamin Dyball    | Chris Hamilton   | Chris Harper       |
| 2017      | Lionel Mawditt     | Angus Lyons      | James Whelan       |

## Palmarés por países
| País          | Vitórias |
| ------------- | -------- |
| Austrália     | 15       |
| Nova Zelândia | 3        |
| Reino Unido   | 1        |